# WARC (파일 형식)
WARC (Web ARChive) 압축 형식은 여러 디지털 자원을 관련 정보와 함께 종합 압축 파일로 결합하는 방법이다. WARC 형식은 전통적으로 월드 와이드 웹에서 웹 크롤링을 통해 수집된 정보를 저장하는데 사용되어 온 인터넷 아카이브의 ARC_IA 파일 형식의 개정판이다. WARC 형식은 웹 정보 의 수집, 액세스 및 교환 요구 사항을 더 잘 지원하기 위해 이전 형식을 더 범용적이도록 개정했다. 현재 기록된 기본 콘텐츠 외에도 개정판에는 할당된 메타데이터, 축약된 중복 감지 이벤트(§7.6 "revisit" 참조) 및 이후 변환과 같은 관련 보조 콘텐츠가 포함된다.  WARC 형식은 유사한 헤더와 CRLF를 구분 기호로 사용하는 HTTP/1.0 스트림에서 영감을 얻어 크롤러 구현에 매우 유용하다.
2008년에 처음 제정된 WARC는 이제 대부분의 국립 도서관 시스템에서 웹 아카이브를 위한 표준으로 인정받고 있다.

## 소프트웨어
- Java의 Heritrix 웹 아카이버
- wget (버전 1.14부터)[8]
- Conifer, 이전 Webrecorder
- 스톰크롤러
- 아파치 너치
- libarchive